# Armia Cieni
Armia Cieni – zespół rockowy założony w 1988 roku we Wrocławiu przez lidera, wokalistę, kompozytora i autora tekstów Jacka Glinkę. W muzyce Armii Cieni odnaleźć można zarówno stary polski punk, jak i subtelne, melodyjne kompozycje spod szyldu współczesnego soft rocka.

## Muzycy

### Obecny skład
- Jacek Glinka – wokal
- Marek Walijewski – perkusja
- Maciej Szypuła  – bas
- Paweł Argalski – gitara

### Byli członkowie
- Michał Lalewicz – Gitara basowa
- Łukasz Kucypera – instrumenty klawiszowe
- Mirosław Siwko – gitara basowa
- Jarosław Grabek – gitara
- Karol Strzała – gitara
- Marcin „Kornel” Kornalewski – gitara
- Paweł Musiałkowski – gitara
- Maciej Krasoń – gitara
- Bartosz Źrebiec – gitara
- Andrzej Galant – gitara
- Gosia „Lyla” Rostoczil – gitara basowa
- Krzysztof Urbas – gitara basowa
- Sławek Węgliński – gitara basowa
- Przemek (Bednarz) Berliński – gitara basowa (od 2010 ponownie w zespole)
- Przemek Dąbrowski – perkusja
- Andrzej Kurnyta – gitary
- Martin Koza – gitara basowa
- Piotr Szkudlarek – gitara

## Dyskografia
- Halucynacje (1993)
- Trochę prawdy, trochę kłamstw (1995)
- Jak w Raju (2007)